# Субхангулово
Субхангу́лово (рос. Субхангулово, башк. Собханғол) — присілок у складі Аургазинського району Башкортостану, Росія. Входить до складу Уршацької сільської ради.
Населення — 93 особи (2010; 116 в 2002).
Національний склад:
- татари — 95%